# Луций Папирий Красс (консул 436 года до н. э.)
Луций Папирий Красс (лат. Lucius Papirius Crassus; V век до н. э.) — римский политический деятель из патрицианского рода Папириев, консул 436 и 430 годов до н. э.
Коллегой Луция Папирия по первому консульству был Марк Корнелий Малугинский. Главными событиями 436 года до н. э., по данным Тита Ливия, стали набег на земли вейян и фалисков, чума и тяжба, затеянная народным трибуном Спурием Мелием. Последний (вероятно, родственник Спурия Мелия, убитого по приказу диктатора Луция Квинкция Цинцинната тремя годами раньше) попытался оспорить законность этой казни, но безуспешно.
В 430 году Луций Папирий стал консулом во второй раз (совместно с Луцием Юлием Юлом). Консулы приняли важный закон, устанавливавший максимальный размер штрафов, поскольку узнали, что такая инициатива готовится народными трибунами, и решили их опередить.